# Formuła 1 Sezon 2026
Ten artykuł dotyczy przyszłego wydarzenia sportowego. Informacje w nim zawarte zmienią się w przyszłości.
Sezon 2026 Formuły 1, oficjalnie FIA Formula One World Championship 2026 – 77. sezon Mistrzostw Świata Formuły 1, w którym po raz pierwszy wejdą nowe regulacje dotyczące jednostek napędowych.

## Lista startowa
| Zespół                             | Konstruktor                   | Samochód | Silnik (1.6l V6T) | Opony | Nr               | Kierowcy wyścigowi | Rundy | Kierowcy rezerwowi |
| ---------------------------------- | ----------------------------- | -------- | ----------------- | ----- | ---------------- | ------------------ | ----- | ------------------ |
| McLaren Formula 1 Team             | McLaren-Mercedes              |          | Mercedes-AMG      | P     | 4                | Lando Norris       |       |                    |
| McLaren Formula 1 Team             | McLaren-Mercedes              | 81       | Mercedes-AMG      | P     | Oscar Piastri    |                    |       |                    |
| Audi F1 Team                       | Audi                          |          | Audi              | P     | 5                | Gabriel Bortoleto  |       |                    |
| Audi F1 Team                       | Audi                          | 27       | Audi              | P     | Nico Hülkenberg  |                    |       |                    |
| BWT Alpine F1 Team                 | Alpine-Mercedes               |          | Mercedes-AMG      | P     | 10               | Pierre Gasly       |       |                    |
| BWT Alpine F1 Team                 | Alpine-Mercedes               | ?        | Mercedes-AMG      | P     |                  |                    |       |                    |
| Aston Martin Aramco Honda          | Aston Martin Aramco-Honda     |          | Honda             | P     | 14               | Fernando Alonso    |       |                    |
| Aston Martin Aramco Honda          | Aston Martin Aramco-Honda     | 18       | Honda             | P     | Lance Stroll     |                    |       |                    |
| Scuderia Ferrari HP                | Ferrari                       |          | Ferrari           | P     | 16               | Charles Leclerc    |       |                    |
| Scuderia Ferrari HP                | Ferrari                       | 44       | Ferrari           | P     | Lewis Hamilton   |                    |       |                    |
| Atlassian Williams Racing          | Williams-Mercedes             |          | Mercedes-AMG      | P     | 23               | Alexander Albon    |       |                    |
| Atlassian Williams Racing          | Williams-Mercedes             | 55       | Mercedes-AMG      | P     | Carlos Sainz Jr. |                    |       |                    |
| MoneyGram Haas F1 Team             | Haas-Ferrari                  |          | Ferrari           | P     | 31               | Esteban Ocon       |       |                    |
| MoneyGram Haas F1 Team             | Haas-Ferrari                  | 87       | Ferrari           | P     | Oliver Bearman   |                    |       |                    |
| Oracle Red Bull Racing             | Red Bull Racing-Red Bull Ford |          | Red Bull Ford     | P     | 33               | Max Verstappen     |       |                    |
| Oracle Red Bull Racing             | Red Bull Racing-Red Bull Ford | ?        | Red Bull Ford     | P     |                  |                    |       |                    |
| Cadillac Formula 1 Team            | Cadillac-Ferrari              |          | Ferrari           | P     | ?                |                    |       |                    |
| Cadillac Formula 1 Team            | Cadillac-Ferrari              | ?        | Ferrari           | P     |                  |                    |       |                    |
| Mercedes-AMG Petronas F1 Team      | Mercedes                      |          | Mercedes-AMG      | P     | ?                |                    |       |                    |
| Mercedes-AMG Petronas F1 Team      | Mercedes                      | ?        | Mercedes-AMG      | P     |                  |                    |       |                    |
| Visa Cash App Racing Bulls F1 Team | Racing Bulls-Red Bull Ford    |          | Red Bull Ford     | P     | ?                |                    |       |                    |
| Visa Cash App Racing Bulls F1 Team | Racing Bulls-Red Bull Ford    | ?        | Red Bull Ford     | P     |                  |                    |       |                    |
| Zespół                             | Konstruktor                   | Samochód | Silnik (1.6l V6T) | Opony | Nr               | Kierowcy wyścigowi | Rundy | Kierowcy rezerwowi |

### Przed rozpoczęciem sezonu

#### Zmiany wśród zespołów
- Cadillac dołączył do Formuły 1 jako jedenasty konstruktor – zespół korzystać będzie ze skrzyń biegów oraz jednostek napędowych Ferrari[22], mając w planach opracowanie własnego silnika do wykorzystania w następnym sezonie[20][21].
- Ford wróci do Formuły 1 jako dostawca silników po raz pierwszy od 2004 roku, kiedy dostarczał silniki dla swojego zespół Jaguar. Firma nawiąże współpracę z Red Bull Powertrains, które będzie dostarczać silniki dla dwóch zespołów: Red Bull Racing i Racing Bulls[18].
- Honda zakończy współpracę z obiema ekipami należącymi do Red Bulla i rozpocznie nowy program silnikowy z zespołem Aston Martin, który będzie prowadzony przez spółkę zależną Honda Racing Corporation[9].
- Alpine stanie się zespołem klienckim, w przeciwieństwie do dotychczasowego statusu zespołu fabrycznego, który obowiązywał od momentu, gdy Renault przejęło zespół z Enstone przed sezonem 2016. Od tego momentu Alpine będzie korzystać z silników i skrzyń biegów Mercedesa[7].

## Kalendarz
Poniższa lista obejmuje Grand Prix, które znalazły się w kalendarzu na sezon 2026, ogłoszonym 10 czerwca 2025.
| 1                                                                            | 2                                                                      | 3                                                                      | 4                                                                                    |
| ---------------------------------------------------------------------------- | ---------------------------------------------------------------------- | ---------------------------------------------------------------------- | ------------------------------------------------------------------------------------ |
| Grand Prix Australii 6–8 marca Szczegółowy rezultatPP: P1: NO:               | Grand Prix Chin 13–15 marca Szczegółowy rezultatPP: P1: NO:            | Grand Prix Japonii 27–29 marca Szczegółowy rezultatPP: P1: NO:         | Grand Prix Bahrajnu 10–12 kwietnia Szczegółowy rezultatPP: P1: NO:                   |
| 5                                                                            | 6                                                                      | 7                                                                      | 8                                                                                    |
| Grand Prix Arabii Saudyjskiej 17–19 kwietnia Szczegółowy rezultatPP: P1: NO: | Grand Prix Miami 1–3 maja Szczegółowy rezultatPP: P1: NO:              | Grand Prix Kanady 22–24 maja Szczegółowy rezultatPP: P1: NO:           | Grand Prix Monako 5–7 czerwca Szczegółowy rezultatPP: P1: NO:                        |
| 9                                                                            | 10                                                                     | 11                                                                     | 12                                                                                   |
| Grand Prix Barcelony-Katalonii 12–14 czerwca Szczegółowy rezultatPP: P1: NO: | Grand Prix Austrii 26–28 czerwca Szczegółowy rezultatPP: P1: NO:       | Grand Prix Wielkiej Brytanii 3–5 lipca Szczegółowy rezultatPP: P1: NO: | Grand Prix Belgii 17–19 lipca Szczegółowy rezultatPP: P1: NO:                        |
| 13                                                                           | 14                                                                     | 15                                                                     | 16                                                                                   |
| Grand Prix Węgier 24–26 lipca Szczegółowy rezultatPP: P1: NO:                | Grand Prix Holandii 21–23 sierpnia Szczegółowy rezultatPP: P1: NO:     | Grand Prix Włoch 4–6 września Szczegółowy rezultatPP: P1: NO:          | Grand Prix Hiszpanii 11–13 września Szczegółowy rezultatPP: P1: NO:                  |
| 17                                                                           | 18                                                                     | 19                                                                     | 20                                                                                   |
| Grand Prix Azerbejdżanu 24–26 września Szczegółowy rezultatPP: P1: NO:       | Grand Prix Singapuru 9–11 października Szczegółowy rezultatPP: P1: NO: | Grand Prix USA 23–25 października Szczegółowy rezultatPP: P1: NO:      | Grand Prix Miasta Meksyk 30 października–1 listopada Szczegółowy rezultatPP: P1: NO: |
| 21                                                                           | 22                                                                     | 23                                                                     | 24                                                                                   |
| Grand Prix São Paulo 6–8 listopada Szczegółowy rezultatPP: P1: NO:           | Grand Prix Las Vegas 19–21 listopada Szczegółowy rezultatPP: P1: NO:   | Grand Prix Kataru 27–29 listopada Szczegółowy rezultatPP: P1: NO:      | Grand Prix Abu Zabi 4–6 grudnia Szczegółowy rezultatPP: P1: NO:                      |

### Zmiany w kalendarzu

#### Przed sezonem
- Wyścig o Grand Prix Hiszpanii zostanie przeniesione z toru Circuit de Barcelona-Catalunya w Montmeló na nowy tor uliczny w Madrycie, zbudowany wokół centrum wystawowego IFEMA. Tor Circuit de Barcelona-Catalunya nadal będzie gościł wyścig pod nazwą Grand Prix Barcelony-Katalonii.
- Wyścig o Grand Prix Holandii po raz pierwszy będzie rozgrywany w formacie ze sprintem, po ogłoszeniu przez organizatorów, że 2026 rok będzie ostatnim, w którym odbędzie się ten wyścig.
- Wyścig o Grand Prix Emilii-Romanii w Imoli został wycofany z kalendarza po rozwiązaniu kontraktu w 2025 roku.
- Grand Prix Azerbejdżanu odbędzie się w sobotę na prośbę organizatora oraz odpowiednich przedstawicieli rządu, aby uwzględnić obchody ich Dnia Pamięci.